# Michail Misjustin
Michaíl Vladímirovitj Misjústin (ryska: Михаи́л Влади́мирович Мишу́стин), född 3 mars 1966 i Lobnja i Moskva oblast, är en rysk ämbetsman, nationalekonom och ingenjör. Han är Rysslands premiärminister sedan den 16 januari 2020, då han efterträdde Dmitrij Medvedev.
Misjustin var tidigare ryska federala skattetjänstens chef. Han utnämndes till Rysslands premiärminister den 15 januari 2020. Utnämningen godkändes av den ryska duman den 16 januari 2020.

## Biografi
Misjustin tog examen som maskiningenjör år 1989. Han har även en doktorsexamen i nationalekonomi. Han var under åren 1992–1998 chef för ett testlaboratorium. Mellan åren 1998–1999 var han ställföreträdande chef för ryska skattetjänsten och under åren 1999–2004 ställföreträdande minister för skatter och avgifter, åren 2004–2006 chef för den federala myndigheten för fastigheter, åren 2006–2008 chef för den federala myndigheten för ledning av speciella ekonomiska zoner och under åren 2008–2010 ordförande för UFG Invest Group. Den 6 april 2010 utsågs han till chef för den ryska federala skattetjänsten.